# 常康
常康（?—?），字晋侯，别號濟蒼，山東登州府寧海州金山衛軍籍。以进士官至云南按察司副使兼布政司右参议，祀乡贤。

## 生平
万历四十年（1612年）壬子科山東鄉試举人，四十四年（1616年）丙辰科进士。刑部觀政，初任礼部行人司行人，四十八年升行人司左司副，天啓元年（1621年）升户部廣西清吏司员外郎，本年钦差总理易州粮储，弹压紫荆等关。二年升署贵州清吏司郎中，除湖广承天府知府。六年升云南按察司副使兼布政司右参议、分守临沅道，卒。崇祯二年（1629年），崇祀乡贤祠。

## 家族
先世武定州人，始祖常兴，明初以军功显。子常敬，世袭管军副千户。孫常忠，调宁海金山卫，遂为宁海人。曾祖常禮，千户。祖父常壽，千户。父常秉仁，字公溥，号时庵，历举隆庆、万历三科武解元。

## 引用
1. ↑  《萬曆四十四年丙辰科進士序齒録》：常康，晋侯，書二房，壬午十月初二日生。寧海衛人，壬子六十三，会二百八十五，三甲七名。刑部政，授行人，庚申左司付，辛酉升户部廣西司员外，本年易州管粮，壬戌升贵州司郎中，壬戌升承天知府，丙寅升云南付使，患病。